# 岡浩二
岡 浩二（おか こうじ、1965年1月2日 - ）は、日本の実業家、馬主。

## 経歴
大阪府大阪市城東区出身。大学卒業後に建設会社へ就職後、23歳で独立し「岡組土木」を創業、1995年に現在の「株式会社ランテック」に社名を変更した。
2013年には、大阪市港区に環境に優しいクリーンエネルギーである液化天然ガス（LNG）を使用するアスファルト合材工場「minato REPLA」、2016年には東大阪市高井田西に高井田アスファルト合材中継所「CITY SATELLA」の稼動を開始した。

## 馬主活動

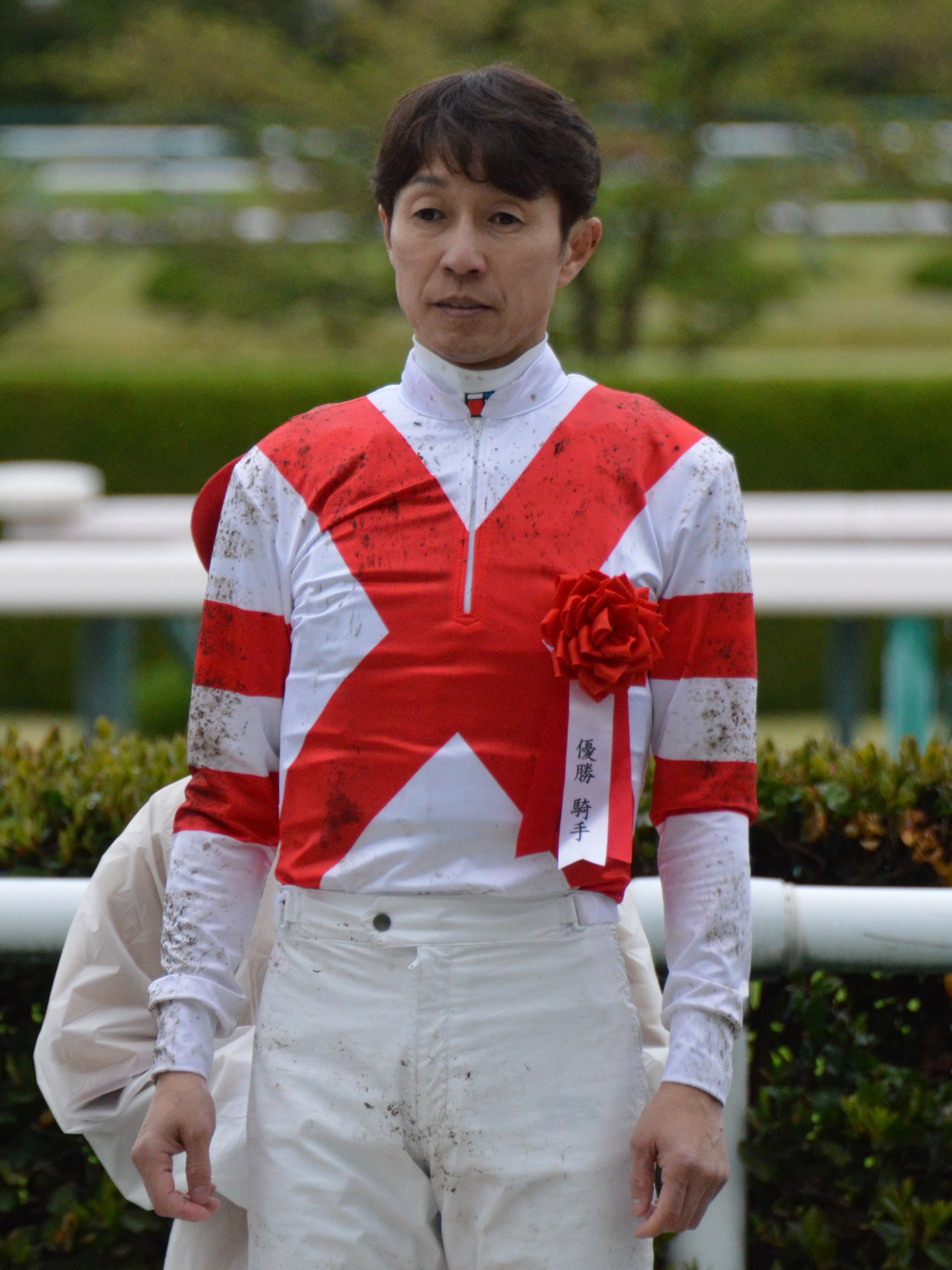
岡の勝負服を着た武豊

日本中央競馬会（JRA）および地方競馬全国協会（NAR）に登録する馬主としても知られる。勝負服の柄は白、赤十字襷、袖赤二本輪で、冠名は「セレス」を用いていたが、近年の所有馬は冠名が付かない場合が多い。なお、岡が所属する京都馬主協会のサイト上で行われた馬名募集キャンペーンにて選出された馬名を持つ馬を所有することもあり、アカイイトもそのうちの1頭である。馬主となったきっかけは、近畿大学時代の先輩による勧誘であったという。
2018年には、日高町に生産牧場のサンデーヒルズを開業し、オーナーブリーダーとしても活動している。岡田繁幸と交換して得た未開発の土地に自ら電気や水道を引き完成させた。

### エピソード
- 九州産馬を愛しているといい、その理由として、自身の母親が徳之島出身であるからと述べている[4]。
- 競馬関係者においては、騎手の幸英明と親交が深く、北九州記念やエリザベス女王杯での鞍上も務めた。その出会いは、岡が馬主資格を取得する前、幸がスティルインラブで秋華賞を制し三冠を達成した祝勝会の二次会の開かれた店に岡がたまたま居合わせたことで、現在は幸のことを「みゆぴー」と呼ぶ関係であるという[3][注 2]。また、ノースヒルズの前田幸治のことを師と仰いでおり[4]、アカイイトのエリザベス女王杯制覇によって、前田の所有しているキズナの産駒の初GI制覇は岡の所有馬で果たすこととなった。また、ヨカヨカの初年度の交配馬もキズナになる予定である[5]。
- かつて、自身の勝負服の柄を模した服を着た騎手志望の少年に「将来、ジョッキーになれたら、岡さんの馬に乗せてください!」と頼まれ、岡はこれを快諾した[6]。この少年は、後に実際に騎手デビューを果たした森裕太朗であり、自身の騎手としての初勝利も岡の所有馬で果たした[6]。

### 来歴
- 2003年 - 馬主資格取得[3]。
- 2005年 - 1月16日の3歳新馬戦をセレスエンブレムが制し、初勝利。
- 2010年 - サマーチャンピオンをセレスハントが制し、グレード制重賞初制覇。
- 2021年 - 京都ハイジャンプをマーニが制し、中央競馬の重賞初制覇。その後、同年にヨカヨカが北九州記念を制し中央競馬の平地重賞を初制覇、アカイイトがエリザベス女王杯を制しGI級競走を初制覇し、馬主として躍進した年となった。

## 主な所有馬

### GI級競走優勝馬
- アカイイト（2021年エリザベス女王杯）

### 重賞競走優勝馬
- セレスハント（2010年サマーチャンピオン、2011年東京スプリント、2012年・2013年北海道スプリントカップ）
- キヨマサ（2016年・2017年・2019年霧島賞）
- マーニ（2021年京都ハイジャンプ）
- ヨカヨカ（2021年北九州記念）
- ゴライコウ（2022年JBC2歳優駿）[7]
- オオバンブルマイ（2022年京王杯2歳ステークス、2023年アーリントンカップ、ゴールデンイーグル）[8]
- チカッパ（2024年北海道スプリントカップ、東京盃）
- キリンジ（2025年金盃）